# Crassispira martiae
Crassispira martiae é uma espécie de gastrópode do gênero Crassispira, pertencente à família Pseudomelatomidae.